# 坎波斯德尔帕赖索
坎波斯德尔帕赖索，是西班牙卡斯蒂利亚-拉曼恰昆卡省的一个市镇。总面积217平方公里，总人口1032人（2001年），人口密度5人/平方公里。